# Equació de sisè grau

Gràfica d'una funció de sisè grau,amb 5 punts crítics.

En matemàtiques, una equació de sisè grau és una equació polinòmica de grau sis. La seva forma general és:
{\displaystyle ax^{6}+bx^{5}+cx^{4}+dx^{3}+ex^{2}+fx+g=0,\,}
on {\displaystyle a\neq 0} i els coeficients {\displaystyle a,b,c,d,e,f,g,h} poden ser nombres enters, racionals, reals o complexos, o, més generalment, membres de qualsevol cos.
Atès que té grau parell, la funció normal de sisè grau és semblant a les gràfiques de les equacions de quart grau normals, excepte pel fet que poden tenir màxims i mínims addicionals. La derivada d'una funció de sisè ordre és una funció quíntica, i la seva integral és una funció de setè grau.
Atès que la funció de sisè grau és un polinomi de grau parell, té el mateix límit quan el seu argument tendeix a l'infinit positiu i a l'infinit negatiu. Si a és positiu, llavors els dos límits són positius, i la funció té un mínim absolut, mentre que quan a és negatiu, ambdós límits són negatiu i la gràfica té un màxim absolut.

## Resolució
Algunes equacions de sisè grau poden ser resoltes factorizant-ne les seves arrels, però en d'altres no és possible. Évariste Galois va desenvolupar tècniques per a determinar si una equació donada podria ser resolta per arrels que donessin lloc a un camp de la teoria de Galois.
Es desprèn de la teoria de Gallois que una equació de sisè grau és resoluble en termes d'arrels si i només si el seu grup de Galois està contingut o bé en el grup d'ordre 48 que permuta les arrels com les isometries d'un octaedre regular permuten els seus vèrtexs o bé en el grup d'ordre 72 que estabilitzá una partició del conjunt de les arrels en dos subconjunts de tres arrels.
Existeixen fórmules per provar cada cas i, si l'equació és resoluble, computar les arrels dels termes de radicals.
L'equació general de sisè grau pot ser resolta en termes de funcions de Kampé de Fériet. Una classe més restringida d'equacions de sisè grau pot ser resolta en termes de funcioins hipergeomètriques generalitzades en una variable usant l'aproximació de Felix Klein per resoldre l'equació de cinquè grau.